# Vlag van Varaždin

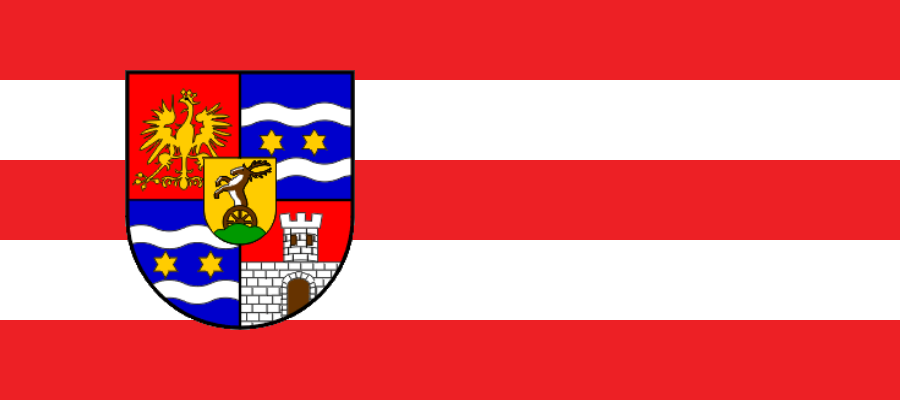
Vlag van Varaždin (ratio 1:2)

De vlag van Varaždin heeft vijf banen van rood en wit met het provinciewapen op 1/3 van de broeking. De vijf rode en witte banen komen van een 19de-eeuwse vlag van de stad Sisak, die nog bewaard is gebleven. De vlag is aangenomen in 21 juni 1995. Het wapen is dat van de Hongaarse Erdődy familie; Graaf Toma Erdődy versloeg de Turken in een slag bij Sisak in 1593. Voor dit feit kreeg hij in 1607 de titel van župan van Varaždin (Varasd in het Hongaars), een titel die verschillende erfgenamen ook bekleedden. In 1763 verleende Maria Theresia het familiewapen aan dit Hongaarse comitaat, nu de Kroatische provincie Varaždin.